# 시라이토다이역
시라이토다이역(白糸台駅, しらいとだいえき)은 일본 도쿄도 후추시에 있는 전철역이다. 세이부 철도 다마가와 선이 지난다.
노선 개통 당시 역명은 기타다마 역(北多磨駅)으로 게이오 전기 궤도(게이오 전철)의 다마 역(多磨駅, 현 다마레이 역)의 북쪽에 위치에 있었기 때문에 그러한 역명이 정해졌다. 그러다가 다마 기지 앞역이 다마 역으로 변경되었는데 이 역이 지금의 다마 역의 남쪽에 위치하였기 때문에 2001년 3월 28일에 지금의 역명으로 변경되었다.
게이오 전철 게이오 선의 무사시노다이 역, 다마레이엔 역과 도보 환승이 가능하다.

## 타는 곳
| 1 | ■세이부 다마가와 선 | 무사시사카이 방면 |
| 2 | ■세이부 다마가와 선 | 고레마사 방면     |

## 역세권 정보
- 시라이토다이 차량기지
- 게이오 전철 게이오 선
  - 무사시노다이 역
  - 다마레이엔 역

## 역사
- 1917년 10월 22일 : 기타다마 역(北多磨駅)으로 개업.
- 2001년 3월 28일 : 지금의 역명으로 변경.

## 인접역
| 세이부 철도 ■다마가와 선 | 세이부 철도 ■다마가와 선 | 세이부 철도 ■다마가와 선   |
| ------------------------ | ------------------------ | -------------------------- |
| 다마 무사시사카이 방면   |                          | 교테이조마에 고레마사 방면 |